# Open’er Festival
Open’er Festival – festiwal muzyczny odbywający się w Gdyni oraz w gminie Kosakowo od 2003 r. Jego pierwsza edycja została przeprowadzona w 2002 r. w Warszawie jako Open Air Festival. Organizatorem imprezy jest Alter Art Festival Sp. z o.o.

## Historia
Pierwsza, jednodniowa edycja w 2002 r. odbyła się w Warszawie na torze łyżwiarskim Stegny, kolejne (2003–2005) na gdyńskim skwerze Kościuszki. W 2004 r. festiwal trwał dwa dni. Po trzech pierwszych latach Skwer Kościuszki zaczął robić się zbyt ciasny, więc w 2006 r. całą imprezę przeniesiono na lotnisko Babie Doły – Kosakowo (obecnie lotnisko Gdynia-Kosakowo). Ponadto organizatorzy wydłużyli festiwal do trzech dni. W 2005 r. dla 25 tysięcy osób zagrali m.in. Snoop Dogg, Faithless, Fatboy Slim, Lauryn Hill, The White Stripes i Underworld. Pierwszego dnia sprzedano wszystkie bilety jednodniowe. Jubileuszowa, dziesiąta edycja odbyła się w 2011 r., a urodziny świętowano m.in. wydaniem okolicznościowego albumu „Open’er Dekada”, koncertami Prince’a i Coldplay, pokazem fajerwerków, wspólnym jedzeniem tortu. W 2012 r. festiwal przyjął nową formułę: Music & Arts. Do 2013 r. sponsorem tytularnym festiwalu była marka Heineken.

## Organizacja festiwalu
W 2011 r. na festiwalu pojawiło się od 90 tys. do 110 tys. uczestników.

### Sztuka na Open’erze
W 2012 r., na terenie lotniska Gdynia-Kosakowo pojawił się pierwszy eksponat Galerii Open’era, wielobarwny „Totem” autorstwa Maurycego Gomulickiego. Rok później, galeria wzbogaciła się o instalację „Antek”, stworzoną przez Pawła Althamera i Grupę Nowolipie. W ostatnią Open’erową noc odbyła się także kontynuacja performensu Althamera z Mińska – „Pramień Sonca”.
Od pierwszej edycji pod hasłem „Music & Arts” na festiwalu gości Muzeum Sztuki Nowoczesnej w Warszawie ze stworzonymi na zamówienie wystawami w hangarze i działaniami w przestrzeni miejskiej. Rok 2012 był w Muzeum pod znakiem najciekawszych prac wideo i instalacji inspirowanych muzyką. W 2013 r., Muzeum Sztuki Nowoczesnej zaproponowało zestaw filmów ze swojej kolekcji pod nazwą „Projekcyjna Machina Agitacyjna” i serię wycieczek szlakiem gdyńskiego modernizmu, „Gdynia w budowie”.
Od 2012 r. na festiwalu odbywają się również przedstawienia teatralne, realizowane głównie we współpracy z Nowym Teatrem Krzysztofa Warlikowskiego. W 2012 r., kilkadziesiąt tysięcy osób jak co roku uczestniczyło w koncertach, ale tym razem także w cieszących się ogromnym powodzeniem przedstawieniach dramatu „Anioły w Ameryce” w reżyserii Krzysztofa Warlikowskiego. Nowy Teatr powrócił na Open’era w 2013 r. z polską premierą spektaklu „Kabaret Warszawski”. Oprócz „Kabaretu”, publiczność Open’era miała okazję obejrzeć trzy inne spektakle: „Courtney Love” Moniki Strzępki i Pawła Demirskiego z Teatru Polskiego we Wrocławiu, „Pawia Królowej” na podstawie powieści Doroty Masłowskiej ze Starego Teatru w Krakowie i „Nancy. Wywiad” w reżyserii Claude’a Bardouila z Nowego Teatru w Warszawie.

### Bilety i teren festiwalu w 2009
W 2009 r. festiwal odbywał się, jak w poprzednich latach, na terenie wojskowego lotniska Marynarki Wojennej w Kosakowie, sąsiadującego z gdyńską dzielnicą Babie Doły. Festiwal trwał cztery dni, dostępne były zarówno bilety jednodniowe, jak i karnety na więcej dni. Bilety wymieniane były na opaski, które umożliwiały wstęp na teren festiwalu oraz podróżowanie festiwalowymi autobusami na teren festiwalu i z powrotem. Za dodatkową opłatą można było skorzystać z pola namiotowego oraz parkingu. Przygotowano trzy sceny: Main Stage, World Stage i Tent Stage, a koncerty odbywały się jednocześnie na wszystkich z nich. Na teren festiwalu można było wejść od godziny 15:00; zamykany był o godzinie 05:00. W tym roku powiększono pole biwakowe do 15 tys. osób, aby zapewnić więcej miejsc dla osób śpiących pod namiotami.

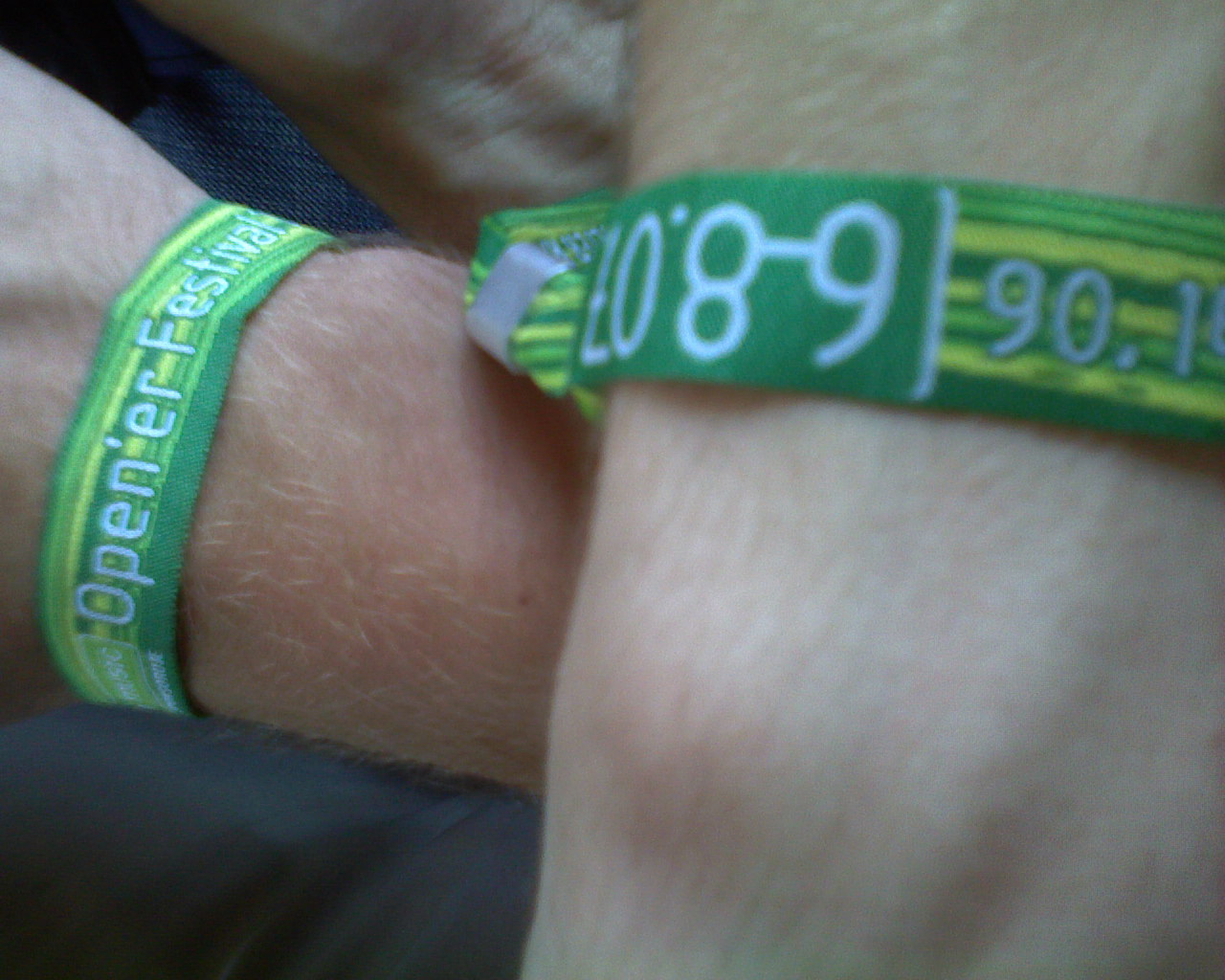
Opaski (trzydniowe) na festiwal w 2006 r.

### Bilety i teren festiwalu w 2006
W 2006 r. festiwal odbył się na terenie wojskowego lotniska Marynarki Wojennej, sąsiadującego z gdyńską dzielnicą Babie Doły. W sprzedaży były bilety trzydniowe na cały festiwal i jednodniowe. Podobnie jak na poprzednich dwóch imprezach Open’er, zakupiony bilet, podczas wchodzenia na teren festiwalu był wymieniany na opaskę na rękę. Opaska była dowodem posiadania biletu i usprawniała sprawdzanie przez ochronę każdego uczestnika festiwalu przed wejściem. W 2006 r. opaska była równocześnie biletem na bezpłatny autobus kursujący z centrum Gdyni do głównej bramy festiwalowej. Dla uczestników zorganizowano pole namiotowe. Miejsce na polu tym było wliczone w cenę biletu – wymagano tylko wcześniejszej rezerwacji. Na terenie festiwalu obowiązywał system kuponowy – jeden kupon kupowano za 3 zł w specjalnym punkcie sprzedaży, a następnie przy pomocy kuponów płaciło się w sklepach położonych na terenie festiwalu. Nie wolno było wnosić własnych napojów, profesjonalnych aparatów fotograficznych (powyżej 3,2 megapiksela), sprzętu rejestrującego audio-wideo, środków odurzających oraz niebezpiecznych przedmiotów.

### Sceny
Koncerty trwały od godziny 17:00 do ok. 4:00 rano (na 2:00 zaplanowane były ostatnie występy gwiazd). Na festiwalu znajdowały się dwie sceny – duża (open-air) i mała (namiotowa). Na dużej scenie prezentowały się główne gwiazdy festiwalu, na małej natomiast – artyści mniej komercyjni. Występy na małej scenie kończyły kolejne dni imprezy.
Obie sceny posiadały po dwa telebimy, umożliwiające obserwowanie muzyków stojącej dalej publiczności. Przed dużą sceną publiczność znajdująca się blisko sceny podzielona była na dwie części, przedzielone korytarzem ograniczonym barierkami, którym poruszali się ochrona, obsługa techniczna i fotoreporterzy. Mała scena znajdowała się pod namiotem chroniącym przed deszczem.
W pobliżu obu scen nie wolno było spożywać alkoholu i jedzenia. Na posiłki i relaks przy muzyce tworzonej przez DJ-ów przeznaczona była tzw. strefa chillout (umiejscowiona w jednym z lotniskowych hangarów). Działał również tzw. czerwony namiot, w którym serwowano muzykę drum & bass.

## Edycje
Źródła:
| Nr  | Nazwa                          | Daty                    | Obiekt                                | Headlinerzy                                                                                        |
| --- | ------------------------------ | ----------------------- | ------------------------------------- | -------------------------------------------------------------------------------------------------- |
| 1.  | Open Air Festival 2002         | 2 lipca 2002            | Tor Stegny, Warszawa                  | The Chemical Brothers                                                                              |
| 2.  | Heineken Open’er Festival 2003 | 26 lipca 2003           | Skwer Kościuszki, Gdynia              | Cassius                                                                                            |
| 3.  | Heineken Open’er Festival 2004 | 2–3 lipca 2004          | Skwer Kościuszki, Gdynia              | Pink, Massive Attack                                                                               |
| 4.  | Heineken Open’er Festival 2005 | 8–9 lipca 2005          | Skwer Kościuszki, Gdynia              | Snoop Dogg, The White Stripes                                                                      |
| 5.  | Heineken Open’er Festival 2006 | 6–8 lipca 2006          | Port lotniczy Gdynia-Kosakowo, Gdynia | Placebo, Franz Ferdinand, Kanye West                                                               |
| 6.  | Heineken Open’er Festival 2007 | 29 czerwca–1 lipca 2007 | Port lotniczy Gdynia-Kosakowo, Gdynia | Beastie Boys, Björk, Muse                                                                          |
| 7.  | Heineken Open’er Festival 2008 | 4–6 lipca 2008          | Port lotniczy Gdynia-Kosakowo, Gdynia | The Chemical Brothers, Jay-Z, Massive Attack, Interpol                                             |
| 8.  | Heineken Open’er Festival 2009 | 2–5 lipca 2009          | Port lotniczy Gdynia-Kosakowo, Gdynia | Arctic Monkeys, Faith No More, Kings of Leon, Placebo                                              |
| 9.  | Heineken Open’er Festival 2010 | 1–4 lipca 2010          | Port lotniczy Gdynia-Kosakowo, Gdynia | Pearl Jam, Massive Attack, Kasabian, The Dead Weather                                              |
| 10. | Heineken Open’er Festival 2011 | 30 czerwca–3 lipca 2011 | Port lotniczy Gdynia-Kosakowo, Gdynia | Coldplay, Pulp, Prince, The Strokes, M.I.A.                                                        |
| 11. | Heineken Open’er Festival 2012 | 4–7 lipca 2012          | Port lotniczy Gdynia-Kosakowo, Gdynia | Björk, Justice, Franz Ferdinand, Mars Volta                                                        |
| 12. | Heineken Open’er Festival 2013 | 3–6 lipca 2013          | Port lotniczy Gdynia-Kosakowo, Gdynia | Blur, Arctic Monkeys, Queens of the Stone Age, Kings of Leon                                       |
| 13. | Open’er Festival 2014          | 2–5 lipca 2014          | Port lotniczy Gdynia-Kosakowo, Gdynia | The Black Keys, Pearl Jam, Jack White, Faith No More                                               |
| 14. | Open’er Festival 2015          | 1–4 lipca 2015          | Port lotniczy Gdynia-Kosakowo, Gdynia | Drake, The Libertines, Mumford & Sons, Kasabian                                                    |
| 15. | Open’er Festival 2016          | 29 czerwca–2 lipca 2016 | Port lotniczy Gdynia-Kosakowo, Gdynia | Florence and the Machine, Red Hot Chili Peppers, LCD Soundsystem, Pharrell Williams, Sigur Rós     |
| 16. | Open’er Festival 2017          | 28 czerwca–1 lipca 2017 | Port lotniczy Gdynia-Kosakowo, Gdynia | Radiohead, Foo Fighters, The Weeknd, The xx, Lorde                                                 |
| 17. | Open’er Festival 2018          | 4–7 lipca 2018          | Port lotniczy Gdynia-Kosakowo, Gdynia | Arctic Monkeys, Depeche Mode, Gorillaz, Bruno Mars                                                 |
| 18. | Open’er Festival 2019          | 3–6 lipca 2019          | Port lotniczy Gdynia-Kosakowo, Gdynia | Travis Scott, The Strokes, The Smashing Pumpkins, Kylie Minogue, Lana Del Rey, Swedish House Mafia |
| 19. | Open’er Festival 2022          | 29 czerwca–2 lipca 2022 | Port lotniczy Gdynia-Kosakowo, Gdynia | Imagine Dragons, A$AP Rocky, Twenty One Pilots, The Killers                                        |
| 20. | Open’er Festival 2023          | 28 czerwca–1 lipca 2023 | Port lotniczy Gdynia-Kosakowo, Gdynia | Lizzo, Lil Nas X, SZA, Arctic Monkeys, Kendrick Lamar                                              |
| 21. | Open’er Festival 2024          | 3–6 lipca 2024          | Port lotniczy Gdynia-Kosakowo, Gdynia | Foo Fighters, Dua Lipa, Doja Cat, Hozier                                                           |
| 22. | Open’er Festival 2025          | 2–5 lipca 2025          | Port lotniczy Gdynia-Kosakowo, Gdynia | Massive Attack, Gracie Abrams, Future, Nine Inch Nails, Muse, Linkin Park                          |

## Artyści
Wytłuszczoną czcionką oznaczono headlinerów danego wieczoru.

### 2025
Źródło:
| Scena       | Środa, 2 lipca                                                                                | Czwartek, 3 lipca                                                                                        | Piątek, 4 lipca                                                                              | Sobota, 5 lipca                                                                                     |
| ----------- | --------------------------------------------------------------------------------------------- | --- | -------------------------------------------------------------------------------------------- | --------------------------------------------------------------------------------------------------- |
| Main Stage  | Rüfüs Du Sol (00:30) Massive Attack (22:00) Gracie Abrams (20:00) Raye (18:00)                | Future (00:30) Nine Inch Nails (22:00) Tyla (20:00) Lola Young (18:00)                                   | Justice 00:45) Muse (22:00) Little Simz (19:45) bambi (18:00)                                | Linkin Park (00:15) Conan Gray (22:00) Camila Cabello (20:00) Doechii (18:00)                       |
| Tent Stage  | Pezet (01:15) Jorja Smith (23:30) Schoolboy Q (21:00) Gigi Perez (19:00) Chivas (17:00)       | Jan-Rapowanie (01:30) J Balvin (23:30) David Kushner (21:15) Kaśka Sochacka (19:00) Fukaj (17:00)        | Otsochodzi (01:30) St. Vincent (23:30) FKA twigs (21:00) Mother Mother (18:45) Igo (17:00)   | Arca (01:00) Girl in Red (23:15) Wolf Alice (21:00) Kuban (19:00) Fisz Emade Tworzywo (17:00)       |
| Alter Stage | Maribou State (01:30) Magdalena Bay (23:00) Fcukers (21:15) Wojtek Mazolewski Quintet (19:15) | Caribou (01:00) Ravyn Leane (23:00) Zaho de Sagazan (21:00) Kukon i @atutowy (19:15) WizTheMc (17:30)    | BigXthaPlug (00:30) A.G. Cook (22:30) Dean Lewis (20:45) Nemzzz (19:00) Mela Koteluk (17:30) | Brutalismus 3000 (01:30) JPEGMafia (22:45) Mołczat Doma (20:15) Trupa Trupa (18:45) Hubert. (17:15) |
| Flow Stage  | Dwa Sławy (00:15) Wiktor Waligóra (22:30) Cinnamon Gun (20:45) Yana (18:30)                   | Antony Szmierek (00:00) Wiktor Dyduła (22:15) The Cassino (19:45) Postman and the Real Fake Band (18:15) | BSK (23:45) Zippy Ogar, Po Prostu Kajtek i Boron (22:15) Neil Frances (20:30) Metro (17:45)  | Livka (00:30) Kathia (22:30) Samara Cyn (20:45) Kosma Król (18:15)                                  |

Dodatkowe informacje
- Peso Pluma(inne języki) odwołał występ zaplanowany na piątek na Main Stage z powodu odwołania trasy koncertowej[10].
- Wunderhorse odwołali występ zaplanowany na środę na Alter Stage o 19:15 z powodu problemów zdrowotnych. Zamiast nich wystąpił Wojtek Mazolewski Quintet[11].
- Trippie Redd odwołał występ zaplanowany na piątek na Tent Stage o 1:30 z powodu aresztowania. Zamiast niego wystąpił Otsochodzi[12].

### 2024
Źródło:
| Scena       | Środa, 3 lipca                                                                        | Czwartek, 4 lipca                                                                                              | Piątek, 5 lipca | Sobota, 6 lipca                                                                               |
| ----------- | ------------------------------------------------------------------------------------- | --- | --- | --------------------------------------------------------------------------------------------- |
| Main Stage  | Gunna (01:15) Foo Fighters (22:15) Måneskin (19:30) Oki (17:45)                       | Disclosure (00:30) Dua Lipa (22:00) Don Toliver (20:00) Krzysztof Zalewski (18:00)                             | Sam Smith (00:30) Doja Cat (22:00) 21 Savage (19:45) Ice Spice (18:00)                                             | Skrillex (00:30) Hozier (22:00) Taco Hemingway (19:45) Masego (18:00)                         |
| Tent Stage  | PG$ (02:00) PRO8L3M (23:30) Ashnikko (21:00) Kwiat Jabłoni (18:30) Kacperczyk (17:00) | Sobel (01:30) Michael Kiwanuka (23:15) Tinashe (20:45) Mabel (19:00) Margaret (17:00)                          | Claptone (01:45) Air (23:15) Slowdive (20:45) Sampha (19:00) Otsochodzi (17:00)                                    | Two Feet (23:30) Charli XCX (21:00) Loyle Carner (19:00) Kukon (17:00)                        |
| Alter Stage | Tom Morello (00:45) Amaarae (23:00) Noname (21:30) Kim Gordon (18:45)                 | Zamilska (01:30) Gloria Groove (23:30) L’Impératrice (21:00) Benjamin Clementine (19:30) Gruby Mielzky (17:30) | Modeselektor (00:45) Skalpel (22:45) Kaz Bałagane (21:15) Sofia Kourtesis (19:45) Łona x Konieczny x Krupa (18:15) | Floating Points (01:30) d4vd (23:00) Alec Benjamin (20:45) Artemas (19:15) Kasia Lins (17:15) |
| Flow Stage  | Lordofon (00:45) Stickxr (22:45) Miły ATZ (20:45) Fat Dog (18:45)                     | Natalia Przybysz (00:30) Dawid Tyszkowski (21:30) Yunè Pinku (20:15) Kosmonauci (18:15)                        | CatchUp (00:30) Matylda/Łukasiewicz (22:15) Julia Pośnik (20:30) Rubens (18:30)                                    | Daria ze Śląska (00:15) Karin Ann (21:30) Nieve Ella (20:00) Tomasz Makowiecki (17:45)        |

Dodatkowe informacje
- Sofi Tukker odwołali występ zaplanowany na sobotę na Tent Stage z powodu choroby[14].
- Tyla odwołała występ zaplanowany na sobotę na Main Stage ze względu na stan zdrowia. W ramach zastępstwa został ogłoszony koncert Taco Hemingwaya[15].

### 2023
Źródło:
| Scena       | Środa, 28 czerwca                                                                                  | Czwartek, 29 czerwca                                                                               | Piątek, 30 czerwca                                                                                | Sobota, 1 lipca |
| ----------- | -------------------------------------------------------------------------------------------------- | -------------------------------------------------------------------------------------------------- | ------------------------------------------------------------------------------------------------- | --- |
| Main Stage  | Lil Nas X (00:15) Lizzo (22:00) OneRepublic (19:45) Central Cee (18:00)                            | Major Lazer Soundsystem (00:15) SZA (22:00) Machine Gun Kelly (19:45) Anne-Marie (18:00)           | club2020 (01:00) Arctic Monkeys (22:00) Queens of the Stone Age (19:45) Daria Zawiałow (18:00)    | Kendrick Lamar (0:00) Labrinth (22:00) Lil Yachty (20:00) Bedoes 2115 (18:00)                                        |
| Tent Stage  | Editors (01:00) Christine and the Queens (23:15) Paolo Nutini (20:45) Latto (19:00) Chivas (16:45) | Metro Boomin (01:15) Nothing But Thieves (23:30) David Kushner (21:00) Mrozu (19:00) Kukon (17:00) | Underworld (01:30) Jacob Collier (23:30) Lovejoy (21:00) Caroline Polachek (19:15) Kuban (17:00)  | PinkPantheress (01:30) Rina Sawayama (21:00) Kaleo (19:30) Kaśka Sochacka (17:00)                                    |
| Alter Stage | Ken Carson (01:15) Avi (23:30) Jann (21:15) ZULU (19:15) Deki Alem (17:15)                         | Brodka (01:00) Ezra Collective (23:15) Szczyl (20:45) Touché Amoré (18:45) Los Bitchos (17:15)     | Kamp! (01:00) Thundercat (23:00) Domi and JD Beck (20:45) Alyona Alyona (19:15) Ash Olsen (17:15) | Destroy Lonely (01:45) Young Fathers (22:45) Sylvan Esso (20:30) Warhaus (18:45) Immortal Onion & Michał Jan (17:15) |
| Beat Stage  | Catz ’n Dogz (02:00) FKA.m4a (00:00) An On Bast (23:00) Charlie (21:00)                            | Maceo Plex (02:00) Tini Gessler (00:00) Joana (21:00)                                              | Marco Faraone (02:00) Vacos (23:00)                                                               | Kelly Lee Owens (02:00) Deaf Can Dance (23:00)                                                                       |

Dodatkowe informacje
- Heidi odwołała występ zaplanowany na środę na Beat Stage (00:30) z powodu problemów logistycznych. Występy FKA.m4a i An On Bast zostały z tego powodu przesunięte o godzinę[17].
- Ida Engberg odwołała występ zaplanowany na piątek na Beat Stage (02:00). Pozostałe występy na Beat Stage przesunięte na późniejsze godziny[18].
- Paco Osuna odwołał występ zaplanowany na sobotę na Beat Stage (02:00). Pozostałe występy na Beat Stage przesunięte na późniejsze godziny[19].
- Girl in Red odwołała występ zaplanowany na sobotę na Tent Stage (23:00) z powodu odwołanego lotu do Gdańska[20].

### 2022
Źródło:
| Scena                 | Środa, 29 czerwca                                                                              | Czwartek, 30 czerwca                                                                                   | Piątek, 1 lipca                                                             | Sobota, 2 lipca |
| --------------------- | ---------------------------------------------------------------------------------------------- | --- | --------------------------------------------------------------------------- | --- |
| Main Stage            | A$AP Rocky (0:15) Imagine Dragons (22:00) Måneskin (20:00) Ralph Kaminski (18:00)              | Playboi Carti (0:40) Twenty One Pilots (22:00) Glass Animals (20:00) Royal Blood (18:00)               | Martin Garrix (1:00) Jan-Rapowanie (18:00)                                  | Taco Hemingway (0:15) The Killers (22:00) Peggy Gou (20:00) Jessie Ware (18:00) Kacperczyk (16:30)                          |
| Tent Stage            | Vito Bambino (1:30) The Smile (22:00) Little Simz (21:15) Clairo (19:00) Mother Mother (17:00) | Don Toliver (1:30) Years & Years (23:30) Tove Lo (21:00) Żabson i Young Igi (19:00) Otsochodzi (17:00) | OIO (19:00) DachaBracha (17:00)                                             | Young Leosia (2:30) AJ Tracey (1:15) Dawid Podsiadło (23:30) Cigarettes After Sex (21:00) Seasick Steve (19:00) Oki (17:30) |
| Alter Stage           | Jehnny Beth (0:45) Catchup (22:45) Sampa the Great (20:15) Inhaler (18:45) Kennyhoopla (17:15) | Badbadnotgood (1:00) Zdechły Osa (23:00) Destroyer (20:45) Król (18:45) Porridge Radio (17:15)         | Iceage (0:45) Sky Ferreira (23:15) Flohio (19:15) Eabs (17:15)              | Sons of Kemet (1:00) Yola (23:15) Cate Le Bon (20:30) Szczyl (18:45)                                                        |
| Beat Stage            | Stella Bossi (2:00) Duss. (0:00) Aksamit (21:00)                                               | Lilly Palmer (2:00) VTSS (0:00) Catz ’n Dogz (21:00)                                                   | Adam Beyer (2:00) Anfisa Letyago (0:00) A_Gim / Jurek Przezdziecki (22:30)  | Boys Noize (2:00) Nicole Moudaber (0:00) An On Bast (21:00)                                                                 |
| Czujesz klimat? Stage | Natalia Szroeder (23:30) Luna (21:15) Ania Leon (19:15)                                        | Miętha (0:10) Muchy (21:00) Enola Gay (19:15)                                                          | Julia Pośnik (2:30) Zalia (1:15) Meek, Oh Why? (0:00) Meek, Oh Why? (19:15) | Kasia Lins (23:15) Kaśka Sochacka (21:15) Marie (19:15)                                                                     |

Dodatkowe informacje
- Sylvan Esso odwołali występ zaplanowany na sobotę na nieznanej scenie z powodu zmiany planów koncertowych na 2022[22][23].
- Headlinerka Doja Cat odwołała występ zaplanowany na środę na Main Stage z powodu rekonwalescencji po operacji migdałków[24]. A$AP Rocky został ogłoszony headlinerem w jej zastępstwie[25].
- Gunna odwołał występ zaplanowany na czwartek na Tent Stage z powodu pobytu w więzieniu[26].
- Moses Sumney odwołał występ zaplanowany na czwartek na Alter Stage[26].
- Pa Salieu odwołał występ zaplanowany na środę na Alter Stage z powodu problemów z wizą[27].
- Paco Osuna odwołał występ zaplanowany na środę na Beat Stage (2:00) z powodu odwołanego lotu z Ibizy[28].
- Headlinerzy The Chemical Brothers odwołali występ zaplanowany na sobotę na Main Stage (1:30) z powodu zachorowania członka zespołu, Eda Simonsa, na COVID-19[29]. Występ Taco Hemingwaya w tym dniu został przeniesiony z 20:00 na 0:15, zaś Peggy Gou wystąpiła jako zastępstwo za The Chemical Brothers o 20:00[30].
- W piątek około 19:30 festiwal został zawieszony z powodu silnej burzy, a wszyscy uczestnicy zostali ewakuowani. Występy OIO, Flohio i Meek, Oh Why? zostały przerwane w trakcie trwania. O 22:30 impreza została wznowiona. Z powodu opóźnień nastąpiły zmiany w organizacji występów[31][21].

- Na Main Stage koncerty Megan Thee Stallion (20:00) i headlinerki Duy Lipy (22:00) zostały odwołane, a koncert Martina Garrixa został przeniesiony z 0:45 na 1:00.
- Na Tent Stage koncerty Biffy’ego Clyro (21:00) i Michaela Kiwanuki (23:30) zostały odwołane, a koncert Young Leosi (1:30) został przeniesiony na sobotę.
- Na Alter Stage koncerty Sky Ferreiry (20:45) i Iceage (0:30) zostały przeniesione na późniejsze godziny.
- Na Beat Stage koncert Manoid (21:00) został odwołany.
- Na Czujesz klimat? Stage koncerty Meek, Oh Why? (19:15), Zalii (21:15) i Julii Posnik (23:30) zostały przeniesione na późniejsze godziny.

### 2020 – edycja odwołana
Edycja była zaplanowana na dni od 1 do 4 lipca 2020 roku, jednak została odwołana ze względu na pandemię SARS-CoV-2. Tabela przedstawia planowaną listę wykonawców przed anulowaniem.
| Scena          | Środa, 1 lipca                                                | Czwartek, 2 lipca            | Piątek, 3 lipca                     | Sobota, 4 lipca                            |
| -------------- | ------------------------------------------------------------- | ---------------------------- | ----------------------------------- | ------------------------------------------ |
| Main Stage     | Kendrick Lamar Anderson .Paak & The Free Nationals Charli XCX | A$AP Rocky Twenty One Pilots | Taylor Swift Martin Garrix Yungblud | The Cure The Chemical Brothers The Killers |
| Tent Stage     | Thom Yorke Tomorrow’s Modern Boxes Rüfüs Du Sol               | Clairo Playboi Carti         |                                     | Seasick Steve Banks                        |
| Alter Stage    | Angel Olsen Jehnny Beth                                       | Big Thief                    | Flohio Sea Girls                    | Inhaler                                    |
| Nieznana scena |                                                               |                              | Michael Kiwanuka                    | FKA twigs Foals                            |

Nieznana data: schafter

### 2019
Źródła:
| Scena           | Środa, 3 lipca                                                                   | Czwartek, 4 lipca | Piątek, 5 lipca | Sobota, 6 lipca |
| --------------- | -------------------------------------------------------------------------------- | --- | --- | --- |
| Main Stage      | Diplo (00:15) Travis Scott (22:00) Vampire Weekend (20:00) Jain (18:00)          | Stormzy (00:30) The Strokes (22:00) The 1975 (19:45) Marina (18:00)                                                                   | Kylie Minogue (00:15) The Smashing Pumpkins (22:00) G-Eazy (20:00) Daria Zawiałow (18:00)                               | Swedish House Mafia (00:30) Lana Del Rey (22:00) J Balvin (20:00) Rudimental (18:00) Bitamina (16:00)                        |
| Tent Stage      | Robyn (01:30) Interpol (23:15) The Voidz (21:15) Lil Skies (19:15) Coals (17:00) | Fisz Emade Tworzywo (01:30) Greta Van Fleet (23:30) Jorja Smith (20:45) Popkiller Młode Wilki All Stars (18:45) Kwiat Jabłoni (17:00) | Sokół (01:30) LP (23:15) Rosalía (21:00) Sheck Wes (19:00) Hania Rani (17:15)                                           | Jungle (01:30) Perry Farrell’s Kind Heaven Orchestra (23:15) Kodaline (20:45) Flatbush Zombies (19:00) Jan-Rapowanie (17:15) |
| Alter Stage     | Death Grips (00:30) Tuzza (23:00) Holaki (21:00) Idles (19:00)                   | Szatt (01:45) Kamasi Washington (23:45) Octavian (21:45) Tom Walker (19:15) Normal Echo (17:45)                                       | Zamilska (01:15) Cool Kids of Death (23:30) Evorevo (21:45) EABS – Listy do Komedy (19:30) Missio (17:45) Ziela (16:30) | Anna Calvi (00:45) Khea (23:15) Kamp! (21:00) La Dispute (18:30) P.Unity (16:45)                                             |
| Beat Stage      | Seth Troxler (02:00) Deas (00:00) Olivia (22:00)                                 | Catz ’n Dogz (02:00) Gred Janson (00:00) Jackie House (22:00)                                                                         | 2Manydjs (02:00) Duss (00:00) Sept (22:00)                                                                              | George Fitzgerald (02:00) Truant (00:00) Sincz (22:00)                                                                       |
| Firestone Stage | Rebeka (23:15) Atari Wu (21:00) Kacperczyk (17:15)                               | R.O x KONOBA (23:30) Misia Furtak (21:00) Oxford Drama (19:15)                                                                        | Bovska (23:30) Emil Blef (21:15) Wczasy (19:00)                                                                         | Sonbird (23:15) Erith (21:15) The Saturday Tea (19:15)                                                                       |

4 lipca o 00:30 na Main Stage zaplanowany był występ Lil Uzi Verta, który został odwołany. W ramach zastępstwa miał się odbyć koncert A$AP Rocky’ego, który również został odwołany. W ramach kolejnego zastępstwa organizatorzy ogłosili występ Stormzy’ego.

### 2018
Źródło:
| Scena           | Środa, 4 lipca | Czwartek, 5 lipca                                                                                            | Piątek, 6 lipca                                                                                      | Sobota, 7 lipca                                                                                                |
| --------------- | --- | --- | --- | --- |
| Main Stage      | Migos (00:15) Arctic Monkeys (22:00) Nick Cave and the Bad Seeds (20:00) Noel Gallagher’s High Flying Birds (18:00) Jarecki (16:30) | Massive Attack (00:30) Depeche Mode (22:00) MØ (20:00) Ørganek (18:15) Rasmentalism (16:30)                  | Taconafide (00:30) Gorillaz (22:00) Young Thug (20:15) Kaleo (18:30) Kali Uchis (17:00)              | Post Malone (00:30) Bruno Mars (22:00) DJ Rashida (21:40) Dawid Podsiadło (19:45)                              |
| Tent Stage      | Chvrches (01:30) Fleet Foxes (23:30) Adi Nowak & Barvinsky (21:15) Kortez (19:00) Coals (17:15)                                     | Otsochodzi (01:30) Mount Kimbie (23:30) David Byrne (20:45) Alma (19:00) L.Stadt (17:00)                     | Marcelina (1:30) PRO8L3M (23:15) Sigrid (21:00) Vince Staples (19:00) La Femme (17:30)               | Odesza (01:30) Years & Years (23:45) Yung Lean (20:45) Bass Astral x Igo Orchestra (18:45) Kamil Pivot (17:15) |
| Alter Stage     | Janka (1:45) Dead Cross (23:45) Furia (21:30) Superorganism (19:15) Tęskno (17:45) Bluszcz (16:15)                                  | Baasch (1:45) Muchy (23:45) Yonaka (21:15) Young Fathers (19:30) Czerwone Świnie (17:45) Panieneczki (16:15) | Marmozets (2:30) SG Lewis (1:00) Król (23:30) Resina (19:15) Little Simz (17:45) Sorja Morja (16:30) | Bokka (1:00) Trupa Trupa (23:15) Sevdaliza (21:00) Bomba Estéreo (18:30) Kasai (16:45)                         |
| Beat Stage      | Flirtini (2:00) Kornél Kovács (00:00) Jay Shepheard (22:00)                                                                         | B.Traits (2:00) Leon (23:15) Vacos Malcolm (22:00)                                                           | Joris Voorn (2:00) Anna (00:00) Blooma (22:00)                                                       | Riton (2:00) Pham (00:00) Kamp! DJS (22:00)                                                                    |
| Firestone Stage | Rosalie. (23:30) Baranovski (21:30) Gang Śródmieście (19:30)                                                                        | Kasia Lins (23:30) Barbara Wrońska (21:30) Pepe. (19:30)                                                     | Paulina Przybysz (23:30) NiXes (21:15) Ffrancis (19:45)                                              | Sonar (23:45) Wojtek Szczepanik (21:00) Lor (19:15)                                                            |

Dodatkowo zaplanowany był koncert zespołu Glass Animals (sobota, Main Stage, 18:00), który został odwołany. W 2018 został pobity rekord frekwencji na festiwalu – 140 tysięcy osób ciągu 4 dni.

### 2017
Źródło:
| Scena           | Środa, 28 czerwca                                                                                          | Czwartek, 29 czerwca                                                                              | Piątek, 30 czerwca                                                                                   | Sobota, 1 lipca                                                                                             |
| --------------- | --- | ------------------------------------------------------------------------------------------------- | --- | --- |
| Main Stage      | Radiohead (22:30) James Blake (20:15) Royal Blood (18:15) Sorry Boys (16:30)                               | G-Eazy (01:00) Foo Fighters (22:00) The Kills (19:55) Charli XCX (16:45)                          | Moderat (00:15) The Weeknd (22:00) Prophets of Rage (19:45) Mac Miller (18:00) The Dumplings (16:30) | Lorde (00:15) The xx (22:00) Taco Hemingway (19:45) George Ezra (18:00) Krzysztof Zalewski (16:30)          |
| Tent Stage      | Rae Sremmurd (00:15) Solange (21:30) Michael Kiwanuka (19:15) Natalia Przybysz (17:45) Quebonafide (16:15) | Trentemøller (00:45) M.I.A. (21:15) Jimmy Eat World (19:30) Kari (18:30) Hades (16:30)            | Kiasmos (01:30) Warpaint (23:15) Brodka (20:45) Grammatik (19:00) Daria Zawiałow (17:00)             | Nicolas Jaar (01:30) Dua Lipa (23:15) Tyga (21:00) O.S.T.R. (18:45) Julia Pietrucha (17:00)                 |
| Alter Stage     | Arca (01:00) Holak (23:00) Gverilla (20:30) Wacław Zimpel i Kuba Ziołek (18:30) Mery Spolsky (16:30)       | Blanck Mass (01:00) A_Gim (23:30) New People (21:45) Bitamina (20:00) Salk (18:15) Bownik (16:15) | Bisz i Radex (01:00) Hanba (22:30) JMSN (20:00) Ralph Kamiński (17:45) Majlo (16:00)                 | Duit (01:00) Kevin Morby (23:15) Benjamin Booker (21:15) Niemoc (19:45) Buslav (18:15) The Shelters (16:30) |
| Beat Stage      | Black Coffee (02:00) Flirtini (00:00) Enzu (22:00)                                                         | Daniel Avery (02:00) Marcin Krupa (00:00) Suwal (22:00)                                           | Tiga (02:00) Deas (00:00) Dasein (22:00)                                                             | Monki (02:00) Seltron400 (00:00) Urbanski (22:00)                                                           |
| Firestone Stage | Neena (21:30) Last Blush (20:00) Carsky (18:30)                                                            | Yoachim (21:30) The Moondogs (20:00) Francis Tuan (18:30)                                         | Stonkatank (21:30) Felix the Baker (20:00) Dog Whistle (18:30)                                       | Hania Rani (21:30) Kolory (20:00) Sztokholm (18:30)                                                         |

### 2016
Źródło:
| Scena           | Środa, 29 czerwca                                                                                            | Czwartek, 30 czerwca                                                                          | Piątek, 1 lipca | Sobota, 2 lipca                                                                                  |
| --------------- | --- | --------------------------------------------------------------------------------------------- | --- | ------------------------------------------------------------------------------------------------ |
| Main Stage      | Tame Impala (00:30) Florence + The Machine (22:00) The Last Shadow Puppets (19:00) Skepta (17:00)            | M83 (00:15) Red Hot Chili Peppers (22:00) Foals (19:30) KAMP! (17:30)                         | Paul Kalkbrenner (02:00) Sigur Rós (00:00) LCD Soundsystem (22:00) Wiz Khalifa (19:45) Zbigniew Wodecki with Mitch & Mitch (17:45) | Kygo (00:30) Pharrell Williams (22:00) Bastille (20:00) The 1975 (17:30) Terrific Sunday (16:00) |
| Tent Stage      | Xxanaxx (01:30) Małpa (23:00) PJ Harvey (20:30) Otsochodzi (18:15) Heroes Get Remembered (16:00)             | Caribou (01:30) Beirut (23:30) Maria Peszek (20:45) Łona i Webber (18:45) Piotr Zioła (16:30) | Dawid Podsiadło (01:00) Kortez (23:00) Nothing But Thieves (20:30) Rysy (18:45)                                                    | Rasmentalism (01:15) Grimes (23:30) CHVRCHES (21:00) At the Drive-In (19:00) Spoken Love (17:00) |
| Alter Stage     | Ti’en Ali (01:15) Mac DeMarco (23:30) Savages (21:30) Stara Rzeka (19:30) Shy Albatross (17:30) LXMP (15:45) | V/O (01:00) Rebeka (23:15) Section Boyz (20:00) Sonar (18:30) Baasch (17:00) Kroki (15:30)    | Zamilska (01:15) Vince Staples (23:30) Kurt Vile&The Violators (21:00) Olivier Heim (19:30) JÓGA (17:30) Suumoo (16:00)            | JAAA! (01:00) Coldair (23:00) We Draw A (21:30) Soom T (19:15) Hana (18:15) Nagrobki (15:30)     |
| Beat Stage      | DJ Tennis (02:00) Flirtini (00:00) Chino (22:00)                                                             | Lunice (02:00) Czeluść (Jutro X Kosa) (00:00) An on Bast (22:00)                              | Catz’n’dogz (02:00) Ptaki (00:00) Grobel (22:00)                                                                                   | Jacek Sienkiewicz (02:00) Piotr Bejnar (00:00) Kuba Sojka (22:00)                                |
| Firestone Stage | Rosalie. (21:00) Soxso (19:00) Notopop (17:00)                                                               | Coals (21:00) Pasts (19:00) Youth Novels (17:00)                                              | Agi Brine (21:00) Miss Is Sleepy (19:00) Divines (17:00)                                                                           | BVRS (21:00) Pola Rise (19:00) Klara (17:00)                                                     |

### 2015
Gdynia, lotnisko Babie Doły, 1-4 lipca
- Środa, 1 lipca:
  - Main Stage: Kodaline, A$AP Rocky, Modest Mouse, Drake, Alt-J
  - Tent Stage: W.E.N.A. x E.A.B.S, Natalia Przybysz, Chet Faker, Alabama Shakes, Die Antwoord
  - Alter Stage: Milky Wishlake, Golan, HV/NOON, Two Gallants, Father John Misty, Dakh Daughters
  - Beat Stage: Zeppy Zep, Flirtini, Klaves

- Czwartek, 2 lipca:
  - Main Stage: Marmozets, Tom Odell, Enter Shikari, The Libertines, Major Lazer, Faithless
  - Tent Stage: Mary Komasa, Fisz Emade Tworzywo, Eagles of the Death Metal, Django Django, Curly Heads
  - Alter Stage: Oxford Drama, Małe Miasta, Rysy, Fismoll, Refused, Of Montreal
  - Beat Stage: Groh + Buszkers, Sonar Soul + Spisek1, Daniel Drumz

- Piątek, 3 lipca:
  - Main Stage: Rebel Babel Ensemble, The Vaccines, Of Monsters and Men, Mumford & Sons, D’Angelo & The Vanguard, The Prodigy
  - Tent Stage: Iza Lach, José Gonzalez, Jonny Greenwood & London Contemporary Orchestra, Julia Marcell, The Dumplings
  - Alter Stage: Agness B. Marry, Taco Hemingway, Thurston Moore, Swans, Nervy
  - Beat Stage: Min T, Selvy, Pete Grace

- Sobota, 4 lipca:
  - Main Stage: Skubas, Lao Che, Kasabian, Hozier, Disclosure
  - Tent Stage: Elliphant, Domowe Melodie, Years & Years, St. Vincent, Flume
  - Alter Stage: Trupa Trupa, Patrick The Pan, The Feral Trees, Ratking, Hudson Mohawke, Oly
  - Beat Stage: Matat Professionals, Naphta, George Fitzgerald

### 2014
Gdynia, lotnisko Babie Doły, 2–5 lipca
- Środa, 2 lipca:
  - Open’er Stage: Interpol, The Black Keys, Foster the People
  - Tent Stage: Eric Shoves Them In His Pocket, Fair Weather Friends, Haim, Metronomy, Night Marks
  - Here and Now Stage: Earl Sweatshirt, Hanimal, Eldo
  - Alter Stage: Żółte Kalendarze, Wild Books, Coldair, Mooryc, Niewidzialna Nerka
  - Beat Stage: Sande Molder, Tasker, Jamie xx

- Czwartek, 3 lipca:
  - Open’er Stage: Pearl Jam, Rudimental, MGMT
  - Tent Stage: Pustki, Darkside, The Afghan Whigs, Bokka, Pink Freud
  - Here and Now Stage: Call the Sun, Rasmentalism & Marcinkowski, MØ
  - Alter Stage: Kuroma, Jagwar Ma, We Draw A, Weeping Birds
  - Beat Stage: Piotr Bejnar, Kuba Sojka, Maya Jane Coles

- Piątek, 4 lipca:
  - Open’er Stage: Foals, Lykke Li, Jack White
  - Tent Stage: Misia Ff, Banks, Wild Beasts, Chromeo, Kamp!
  - Here and Now Stage: Ben Howard, Carnival Youth, Bulbwires, Mela Koteluk
  - Alter Stage: Hello Mark, Hatti Vatti, Royal Blood, Rubber Dots, Robert Piotrowicz
  - Beat Stage: Viadrina, Kixnare, Tourist

- Sobota, 5 lipca:
  - Open’er Stage: Phoenix, The Horrors, Faith No More
  - Tent Stage: Kari, Plastic, Daughter, Warpaint, Artur Rojek
  - Here and Now Stage: Daniel Spaleniak, Domowe Melodie, Pusha T, Bastille
  - Alter Stage: Kaseciarz, Szezlong, Terrific Sunday, Król, ZAMILSKA
  - Beat Stage: Mr. Lex, SLG, Julio Bashmore

### 2013

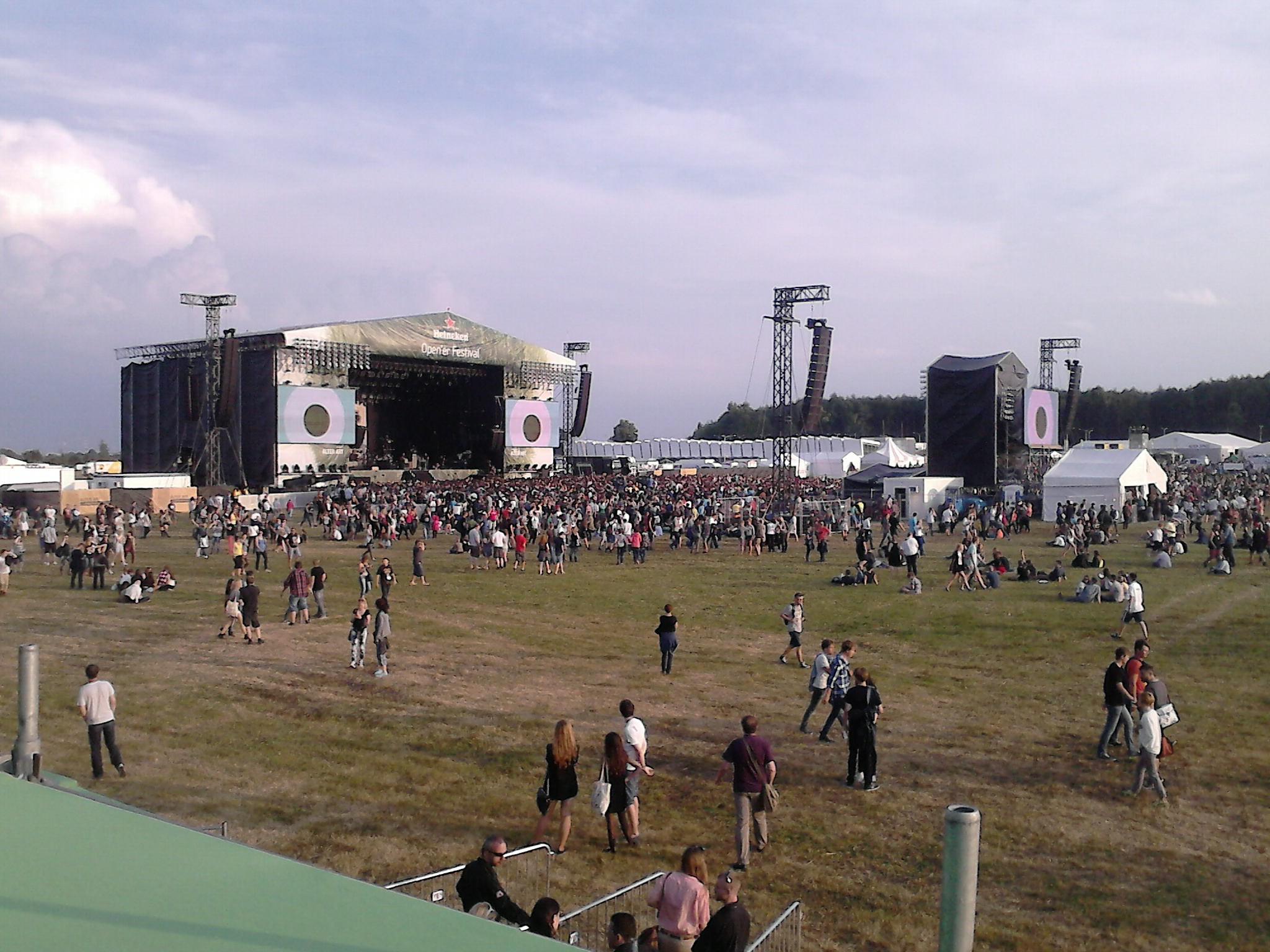
Widzowie przed Open’er Stage pierwszego dnia festiwalu

Gdynia, lotnisko Babie Doły, 3–6 lipca
- Środa, 3 lipca:
  - Open’er Stage: Editors, Blur, Kendrick Lamar
  - Tent Stage: Dawid Podsiadło, Mikromusic, Savages, Alt-J, Crystal Castles
  - Alterklub Stage: Patrick The Pan, Vavamuffin, Vienio/Profil Pokoleń, Fox
  - Alterspace Stage: Hipersonik, Semantik Punk, Plum, Stroon, Domowe Melodie
  - Beat Stage: Pol On, Marcin Krupa, SLG, Marcin Czubala

- Czwartek, 4 lipca:
  - Open’er Stage: Kim Nowak, Tame Impala, Arctic Monkeys, Nick Cave & The Bad Seeds
  - Tent Stage: Xxanaxx, Sorry Boys, Junip, Maria Peszek, Modest Mouse
  - Alterklub Stage: Miss God, Please The Trees, Ras Luta, Matisyahu, Łąki Łan
  - Alterspace Stage: Ptaky, Lilly Hates Roses, Pianohooligan, Drekoty, Fuka Lata
  - Beat Stage: Chloe Martini, Seb Skalski, Miko Czajkowski, Adam Zasada

- Piątek, 5 lipca:
  - Open’er Stage: Kaliber 44, Skunk Anansie, Queens of the Stone Age, The National
  - Tent Stage: Rebeka, Skubas, These New Puritans, Hey, Disclosure
  - Alterklub Stage: Bobby The Unicorn, Palma Violets, Oszibarack, Nas, L.U.C. & Motion Trio
  - Alterspace Stage: Teielte, Ifi Ude, The &, Kixnare, Rykarda Parasol
  - Beat Stage: Naphta, Klaves, Patryk Niedziela, Envee

- Sobota, 6 lipca:
  - Open’er Stage: Everything Everything, Miguel, Kings of Leon, Jonny Greenwood, Steve Reich
  - Tent Stage: Magnificent Muttley, Novika, Mount Kimbie, Devendra Banhart, Animal Collective
  - Alterklub Stage: Sambor, Hot Casandra, Crystal Fighters, Transmisja, Lao Che, Harotnica + N.R.M.
  - Alterspace Stage: Stendek, Fismoll, Peter J. Birch & The River Boat Band, Ballady i Romanse/Igor Boxx, UL/KR
  - Beat Stage: The Phantom, Chmara Winter, Blckshp, Catz ’n Dogz

### 2012
Gdynia, lotnisko Babie Doły, 4–7 lipca
- Środa, 4 lipca:
  - Main Stage: Fisz Emade Tworzywo, The Kills, Björk, New Order
  - Tent Stage: très.b, The Ting Tings, Yeasayer, Orbital
  - World Stage: Soldiers of Jah Army, Gogol Bordello, Wiz Khalifa

- Czwartek, 5 lipca:
  - Main Stage: Warsaw Village Band, Penderecki/Greenwood, Bon Iver, Justice
  - Tent Stage: Iza Lach, Jessie Ware, Jamie Woon, Dry The River, The Maccabees
  - World Stage: Pablopavo & Praczas, Major Lazer, Paula i Karol

- Piątek, 6 lipca:
  - Main Stage: L.Stadt, Bloc Party, Franz Ferdinand, The Cardigans
  - Tent Stage: UL/KR, Kasia Nosowska, Toro y Moi, M83, Julia Marcell
  - World Stage: Łona Webber & The Pimps, Klezmafour, Public Enemy

- Sobota, 7 lipca:
  - Main Stage: Cool Kids of Death, Mumford & Sons, The xx, Mars Volta
  - Tent Stage: Świetliki, The KDMS, Friendly Fires, Bat for Lashes, SBTRKT
  - World Stage: Maja Kleszcz & IncarNations, Janelle Monáe, Brygada Kryzys

- Date TBD:
  - Alter Space: Jacaszek, Napszykłat, Psychocukier, Trupa Trupa, Coldair, Mela Koteluk, Yula, The Stubs, Volume, The Saintbox, KROJC, kIRk, Kari Amirian, Frozen Bird, Chłopcy Kontra Basia

### 2011
Gdynia, lotnisko Babie Doły, 30 czerwca–3 lipca
- 30 czerwca:
  - Main Stage: Pustki, The National, Coldplay, Simian Mobile Disco
  - Tent Stage: Marcelina, The Twilight Singers, Two Door Cinema Club, Paolo Nutini, Caribou
  - World Stage: Enej, Daktari, Fat Freddy’s Drop
  - Alter Space: b.d.
  - Young Talents Stage: Futuristen, Rebeka, Cuba de Zoo, Woody Alien

- 1 lipca:
  - Main Stage: Pogodno, Brodka, Pulp, Foals
  - Tent Stage: Twilite, D4D, British Sea Power, Cut Copy, Crystal Fighters
  - World Stage: Abraham Inc., Youssou N’Dour, PFK Kompany
  - Alter Space: b.d.
  - Young Talents Stage: New New, The Phantoms, Bipolar Bears, Tres.B

- 2 lipca:
  - Main Stage: Sistars, Primus, Prince
  - Tent Stage: Paristetris, The Asteroids Galaxy Tour, Kate Nash, Kim Nowak, Chapel Club
  - World Stage: R.U.T.A., Gooral, Big Boi
  - Alter Space: b.d.
  - Young Talents Stage: Ailo in Head, Adre’n’alin, Wilson Square, Nerwowe Wakacje

- 3 lipca:
  - Main Stage: The Black Tapes, The Wombats, The Strokes, M.I.A., deadmau5
  - Tent Stage: Neony, These New Puritans, James Blake, Hurts, Chromeo
  - World Stage: b.d.
  - Alter Space: b.d.
  - Young Talents Stage: Revlovers, Peter J. Birch, Asi Mina, Fonovel

### 2010
Gdynia, lotnisko Babie Doły, 1–4 lipca
- 1 lipca:
  - Main Stage: Łąki Łan, Ben Harper and the Relentless7, Pearl Jam, Groove Armada[45]
  - Tent Stage: Indigo Tree, BiFF, Yeasayer, Tricky, 2manydjs[45]
  - Young Talents Stage: Dead Snow Monster, Natural Born Chillers, Paula i Karol, Kiev Office
  - World Stage: The Phenomenal Handclap Band, Kaczet & Dreadsound, Tinariwen[45]
  - Burn Beat Stage: Gazella, Eltron John, Pol_On, Catz ’n Dogz and Gospel Voices
  - Alter Space: Oranżada, Pasimito, Brasil and the Gallowbrothers[45]

- 2 lipca:
  - Main Stage: Lao Che, Mando Diao, Massive Attack, Empire of the Sun[45]
  - Tent Stage: Die Antwoord, Fox, Grace Jones, Klaxons, Pavement[45]
  - Young Talents Stage: Klimt, 3Moonboys, Let The Boy Decide, Soniamiki
  - World Stage: Psio Crew, Pablopavo, Cypress Hill[45]
  - Burn Beat Stage: Good Paul, Harper & Green Jesus, Novicky & Brat Matt, Harper & Green Jesus
  - Alter Space: Muariolanza, 52UM, Wiracki + Suka Off/BFV, Jacaszek, Najakotiva[45]

- 3 lipca:
  - Main Stage: L.U.C., Skunk Anansie, Kasabian, Hot Chip[45]
  - Tent Stage: We Call It A Sound, Julia Marcell, Regina Spektor, Novika, Gorillaz Sound System[45]
  - Young Talents Stage: London Type Smog, Irena, Letters From Silence, Popkultura
  - World Stage: Alians, Bester Quartet, Matisyahu[45]
  - Burn Beat Stage: The Phantom, Club Collab, Suprat, Kukabura Soundsystem
  - Alter Space: Merkabah, Karolina Glazer, Niwea, Kciuk & The Fingers

- 4 lipca:
  - Main Stage: Muchy, The Hives, The Dead Weather, Fatboy Slim[45]
  - Tent Stage: L.Stadt, Wild Beasts, Kings of Convenience, Archive, Mitch & Mitch with their Incredible Combo[45]
  - Young Talents Stage: Gra Pozorów, Ms. No One, The Lollipops, Kyst
  - World Stage: Pink Freud, Nas & Damian Marley, Marika[45]
  - Burn Beat Stage: Niewinni Czarodzieje, Soul Service, Niewinni Czarodzieje, Gangsteppaz
  - Alter Space: Pleq, NP, kIRk, Borys Kossakowski[45]

### 2009
Gdynia, lotnisko Babie Doły
- 2 lipca:

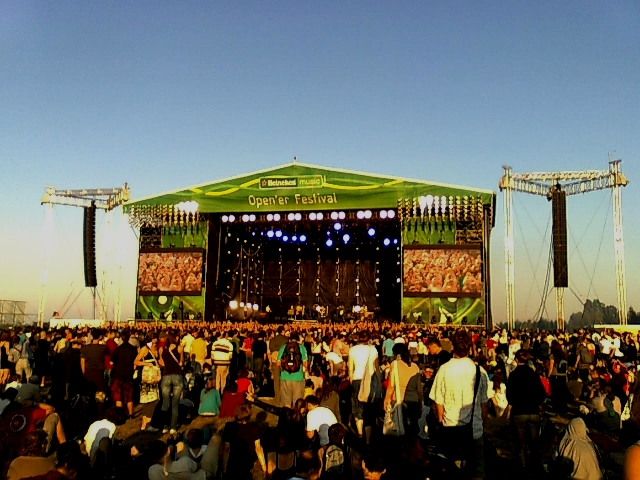
Scena główna w 2009 roku.

  - Main Stage: Renton, Arctic Monkeys, Basement Jaxx
  - Tent Stage: Old Time Radio, The Car Is on Fire, Peter Bjorn and John, Late of the Pier, Łąki Łan
  - Burn Beat Stage: Sorry, Ghettoblaster, AM Radio, Mentalcut
  - Alter Space: film: „Open’er 2008”, Kormorany, film: „Berlin Calling”, Wariacje.pl, fireshow: Yoma, film: „Heima”, Wojtek Grabek, Skinny Patrini

- 3 lipca:
  - Main Stage: Maria Peszek, The Gossip, The Kooks, Moby
  - Tent Stage: Paristetris, FlyKKiller, Gaba Kulka, Duffy, Crystal Castles
  - World Stage: Kapela ze Wsi Warszawa, Hjaltalín, Speed Caravan
  - Young Talents Stage: Pchełki, The October Leaves, Superxiu, Furia Futrzaków
  - Burn Beat Stage: Piękni Chłopcy, Daniel Drumz & Burn Reynolds
  - Red Tent: Modfunk
  - Alter Space: film: „Heima”, 100nka, film: „Lucky People Center International”, Wiolonczele z Miasta, fireshow: Salamandra, film: „Open’er 2008”, fireshow: Yoma, KakofoNIKT

- 4 lipca:
  - Main Stage: Izrael, Madness – przeniesiony na World Stage, Faith No More, Pendulum
  - Tent Stage: Kamp!, Fisz/Emade jako Tworzywo Sztuczne, Emilíana Torrini, White Lies, M83
  - World Stage: Madness, Q-Tip, Village Kollektiv
  - Young Talents Stage: Jazzus, Enchantia, Twilite, Kawałek Kulki
  - Burn Beat Stage: Beats Friendly, Last Robots Alive
  - Alter Space: film: „Berlin Calling”, Dagadana, film: „Heima”, Betty Be, fireshow: Salamandra, film: „Lucky People Center International”, Szelest Spadających Papierków

- 5 lipca:
  - Main Stage: O.S.T.R., Lily Allen, Kings of Leon, Placebo, The Prodigy
  - Tent Stage: The Black Tapes, Priscilla Ahn, Kumka Olik, The Ting Tings, Sofa
  - World Stage: Buraka som sistema, Santigold, Gadająca Tykwa, Jazzanova
  - Young Talents Stage: Letko, Plug&Play, The Calog, Iowa Super Soccer
  - Burn Beat Stage: Envee, Busha, Ros, Auricom
  - Alter Space: film: „Lucky People Center International”, Mass Kotki, film: „Open’er 2008”, Contemporary Noise Sextet, fireshow: Mamadoo, film: „Berlin Calling”, Lady Aarp

### 2008
Gdynia, lotnisko Babie Doły
- 4 lipca:
  - Main Stage: Muchy, Editors, The Raconteurs, Róisín Murphy
  - World Stage: Natu + Envee, DeVotchKa, Dj Vadim
  - Tent Stage: L.Stadt, Mitch & Mitch Big Band, The Cribs, Fischerspooner, Fujiya & Miyagi
  - Young Talents Stage: Kleiber, Kolorofon, Ziemianie, Pornohagen, Biff
  - Beat Stage: Chill, Harper, DJ Maceo Wyro, Papa Zura
  - Alter Space: film: „Music Partisans” + „Open’er 2005–2007”, Troitsa, film: „Life in Loops”, Hati, film: „Free Jimmy”, Emiter Franczak,
  - Alter Space Theatres: Teatr Gry i Ludzie, Teart Porywacze Ciał, Fire Angels, Mamadoo

- 5 lipca:
  - Main Stage: Cool Kids of Death, Interpol, Jay-Z, Erykah Badu
  - World Stage: Karimski Club, Gentleman, Masala Soundsystem
  - Tent Stage: Rotofobia, Loco Star, Maria Peszek, CocoRosie, Sex Pistols, Everything is made in China
  - Young Talents Stage: Radio Bagdad, Sekend Hend, New York Crasnals, California Stories Uncovered
  - Beat Stage: Ojciec Karol, Harper, Envee, Matman, Ros + Wiosna
  - Alter Space: film: „Free Jimmy”, Alamut, „Music Partisans” + „Open’er 2005–2007”, Tymański Yass Ensemble, Film: „Life in loops” syta[XE]rror
  - Alter Space Theatres: Teatr Porywacze Ciał, Klan Grus, Fire Angels Mamadoo

- 6 lipca:
  - Main Stage: Lao Che, Goldfrapp, Massive Attack, The Chemical Brothers
  - World Stage: Vavamuffin, Martina Topley-Bird, Żywiołak
  - Tent Stage: Hatfinats, Benzyna, Kobiety, Őszibarack, Ścianka
  - Young Talents Stage: Setting the Woods on Fire, Gasoline, Bajzel, Dav Intergalactic, Polpo Motel
  - Beat Stage: V/A Team Hungry Hungry Models
  - Alter Space: Film: „Life in Loops”, Echo TM, film: „Free Jimmy”, RH+ audiowizualna grupa przyjaciół, „Music Partisans” + „Open’er 2005–2007”, C.H. District
  - Alter Space Theatres: Klan Grus, Teatr Porywacze Ciał, Teatr Ósmego Dnia „Arka”, Mamadoo

### 2007
Gdynia, lotnisko Babie Doły
- 29 czerwca:
  - Main Stage: The Car Is on Fire, Sonic Youth, The Roots, Laurent Garnier
  - Tent Stage: Afro Kolektyw, Pink Freud, Eastwest Rockers, Dizzee Rascal, Freeform Five, Farel Gott, The Strike Boys
  - Young Talents Stage: Bruno Schulz, Organizm, Cała Góra Barwinków, Managga, The Poise Rite

- 30 czerwca:
  - Main Stage: O.S.T.R., Groove Armada, Beastie Boys, Muse
  - Tent Stage: Kapitan DA, Dick4Dick, Apteka, Crazy P, Kombajn do Zbierania Kur po Wioskach, White Rabbit’s Trip, Łąki Łan
  - Young Talents Stage: Lars, Dezodorant Squad, Out of Tune, NOT, Mikrowafle

- 1 lipca:
  - Main Stage: Indios Bravos, Bloc Party, Björk, LCD Soundsystem
  - Tent Stage: Me Myself and I, Novika, Bassisters Orchestra, Beastie Boys, Renton, Smolik
  - Young Talents Stage: Erijef Massiv, Gentleman!, Andy, Mikromusic

### 2006
Gdynia, lotnisko Babie Doły
- 6 lipca:
  - duża scena: Fisz, Emade i przyjaciele, Manu Chao, Pharrell Williams, Placebo
  - mała scena: Loco Motive Sun, SOFA, The Car Is on Fire, C.K.O.D., Nightmares on Wax Sound System, Masala Sound System

- 7 lipca:
  - duża scena: Myslovitz, Skin, Franz Ferdinand, Sigur Rós, Scissor Sisters
  - mała scena: Miloopa, Niewinni Czarodzieje, Kanał Audytywny, Maria Peszek, Ladytron, Coldcut, Electricity

- 8 lipca:
  - duża scena: Abradab, The Streets, Kanye West, Basement Jaxx, Roger Sanchez
  - mała scena: Psychocukier, Freak of Nature, Pustki, Peter Greenaway, Beats Friendly

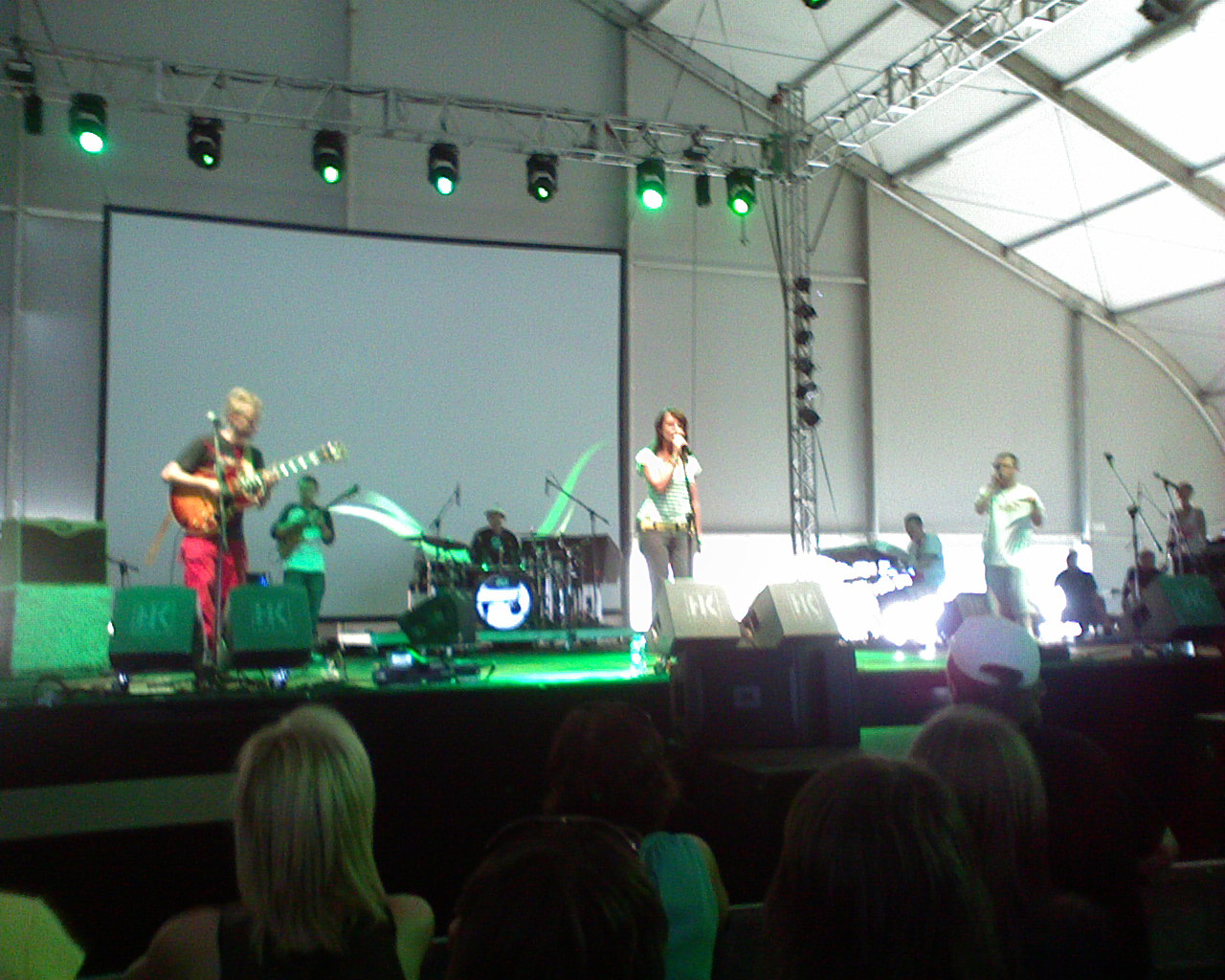
Mała scena, występ SOFA
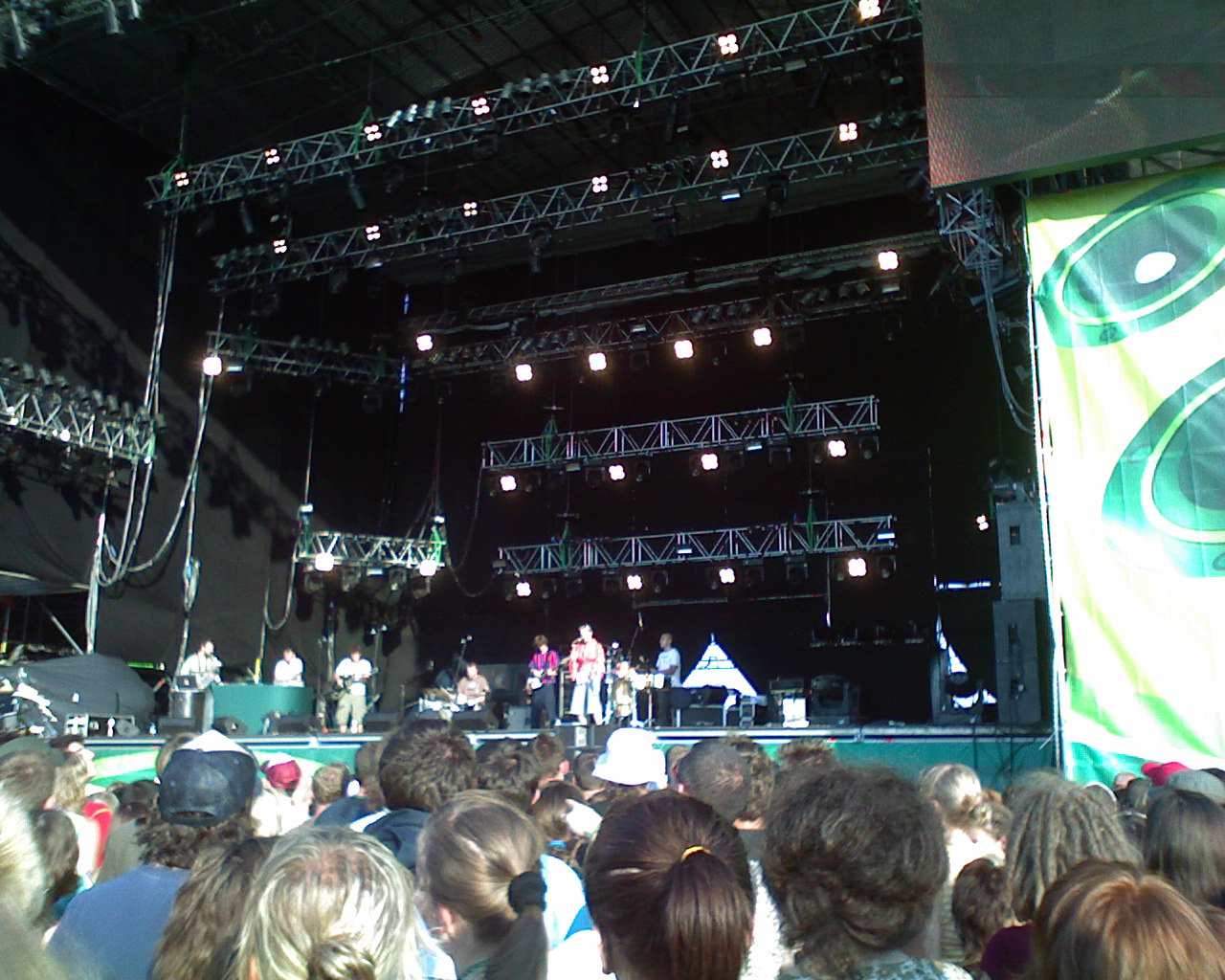
Fisz, Emade i goście
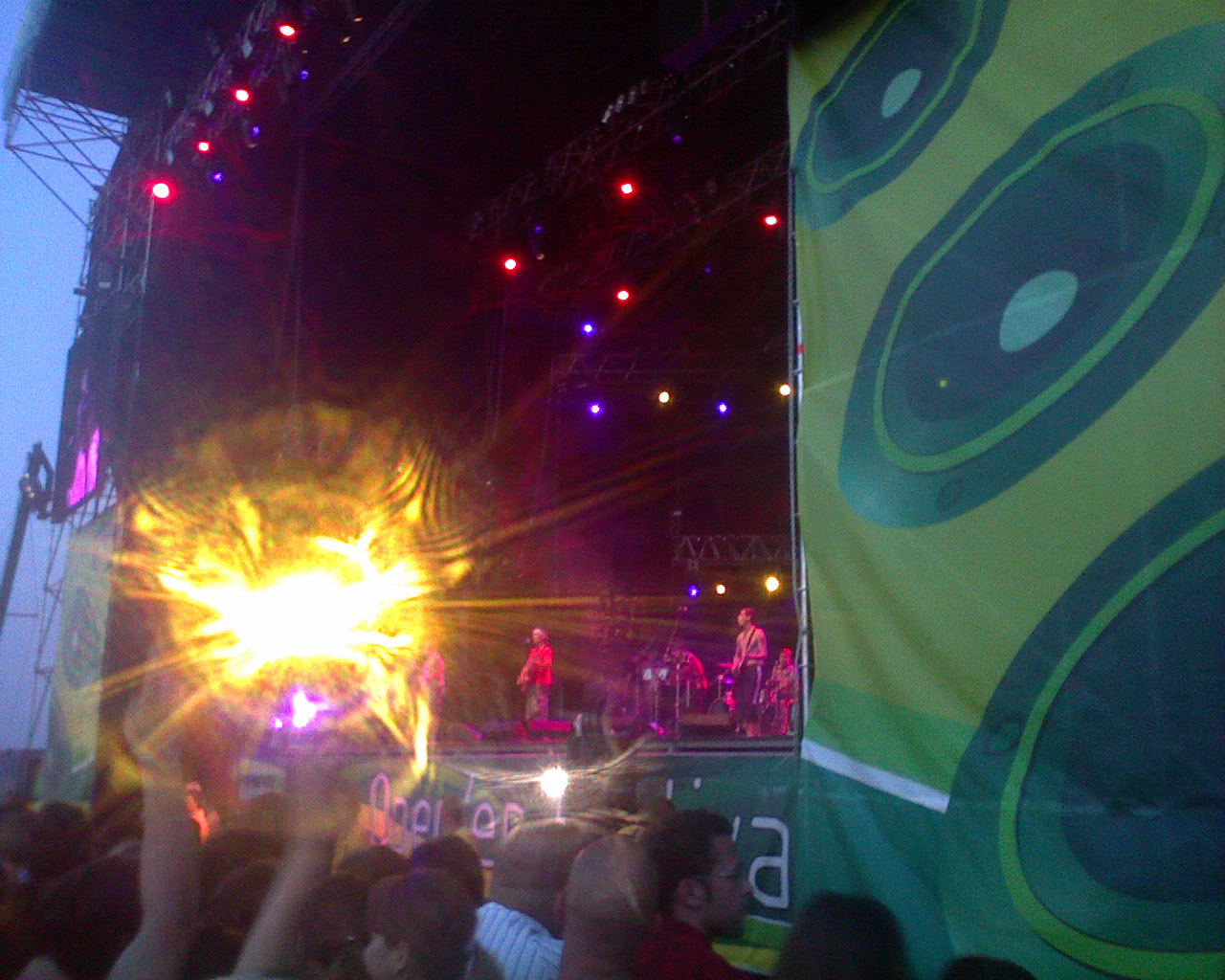
Manu Chao z zespołem
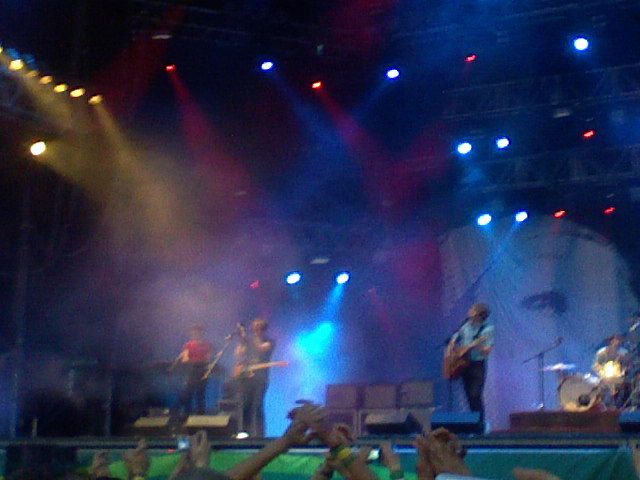
Franz Ferdinand
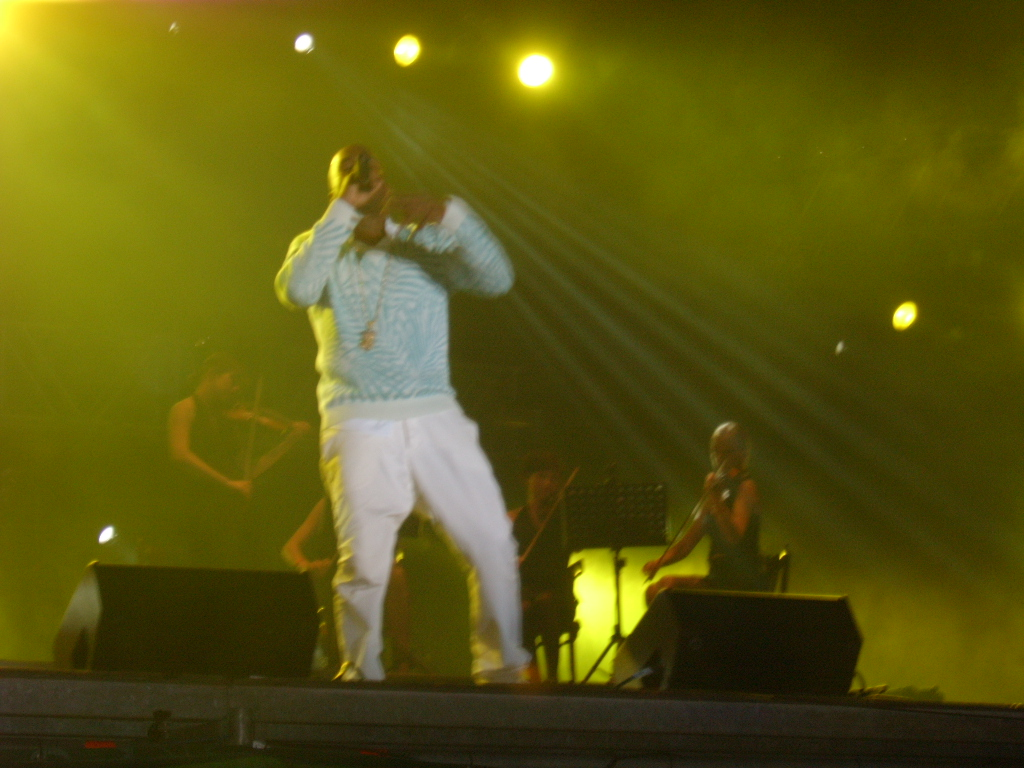
Kanye West
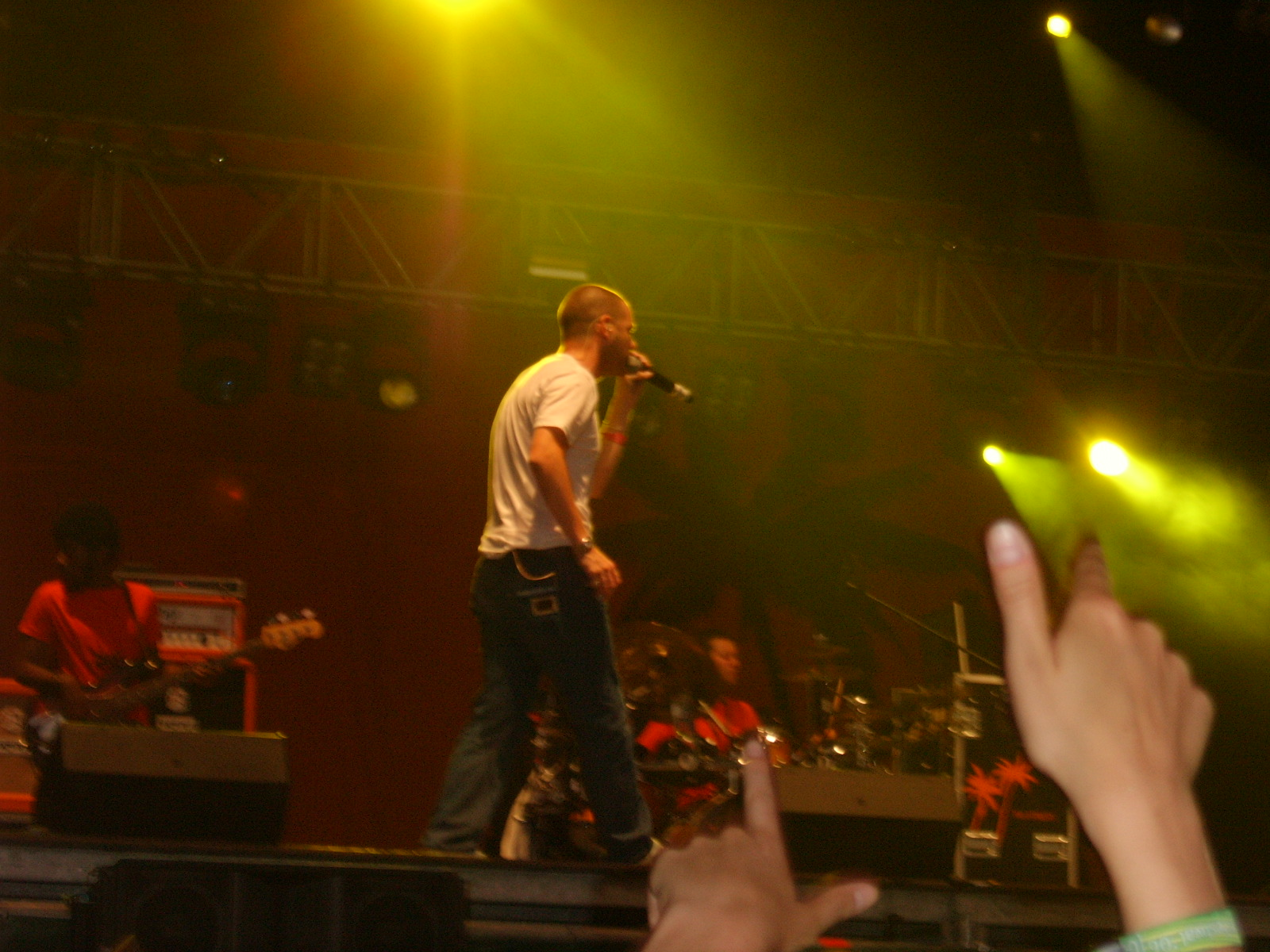
The Streets
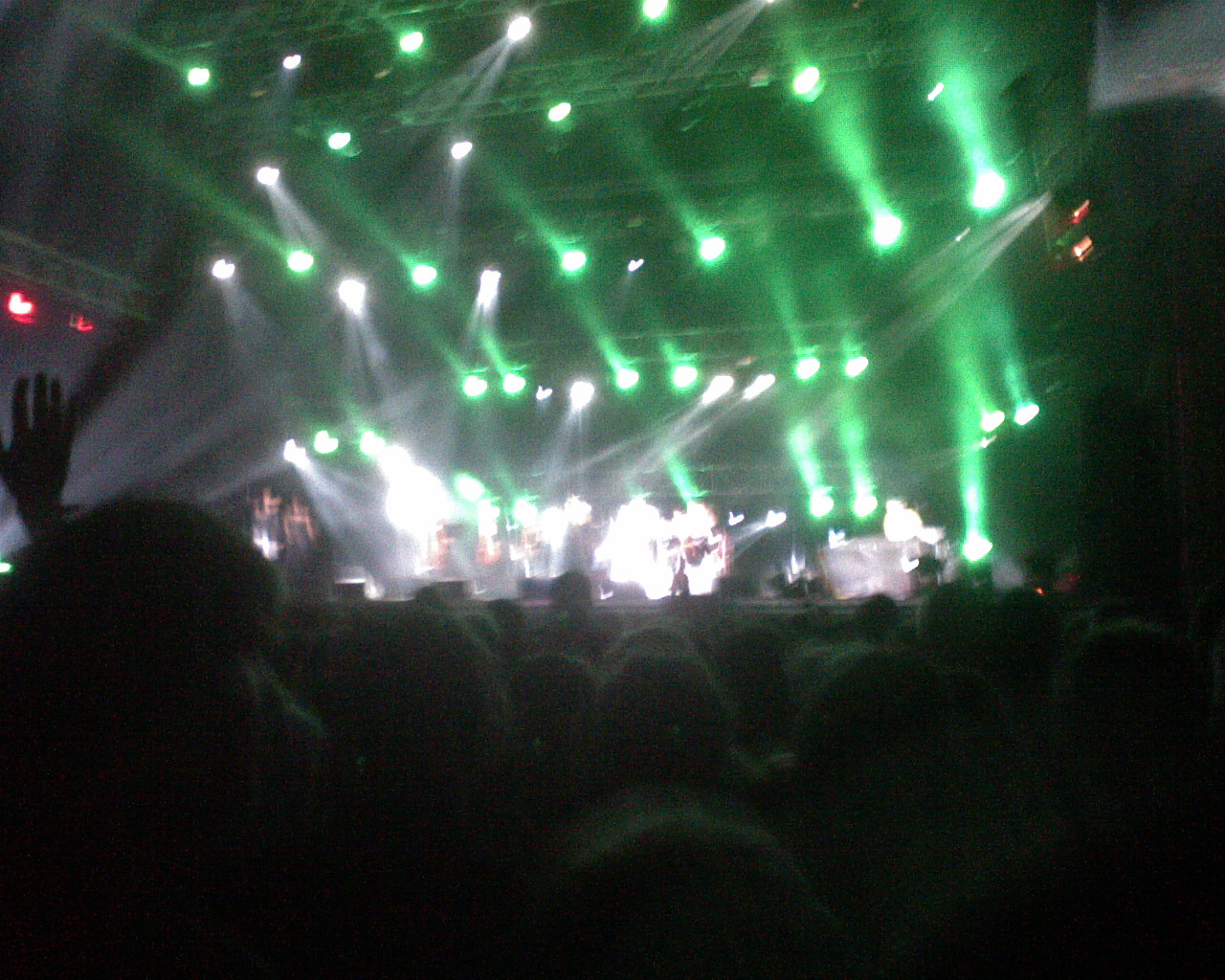
Duża scena w nocy

### 2005
Gdynia, Skwer Kościuszki
- 8 lipca:
  - duża scena: O.S.T.R., Snoop Dogg, Faithless, Fatboy Slim
  - mała scena: Less Is More, Rotofobia, Lili Marlene, Hariasen, Pogodno, Boogiemafia

- 9 lipca:
  - duża scena: SOFA, Lauryn Hill, The Music, The White Stripes, Underworld
  - mała scena: Peepol, Őszibarack, Good Girl Killer, Tworzywo Sztuczne, Neo, DJ Seb Skalski act

### 2004
Gdynia, Skwer Kościuszki
- 2 lipca: Cypress Hill, Pink
- 3 lipca: Goldfrapp, Massive Attack

### 2003
Gdynia, Skwer Kościuszki
- 26 lipca: Cassius, Kosheen, Layo & Bushwacka!

### 2002
Warszawa, Tor Stegny
- 2 lipca:
  - Duża Scena: The Chemical Brothers, Smolik
  - Mała Scena: Sonic Trip, Glasser, Smolik, MK Fever[46]

## Nagrody
W plebiscycie miesięcznika Aktivist Nocne Marki festiwal dwukrotnie zdobył tytuł dla najlepszego wydarzenia muzycznego (Najlepsze muzyczne wydarzenie na żywo 2005 oraz Event 2006). Brytyjski magazyn Q uznał imprezę za jeden z sześciu najważniejszych festiwali 2006 roku. Poniżej znajdują się osiągnięcia festiwalu:

- 2005
  - Sztorm Roku (Gazeta Wyborcza)
  - Nocne Marki (Aktivist)
- 2006
  - Sztorm Roku (Gazeta Wyborcza)
  - Nocne Marki (Aktivist)
  - Machinery 2006 (Machina)
  - Effie 2006
  - As Empiku 2006 w kategorii Wydarzenie Roku
- 2007
  - Sztorm Sztormów (Gazeta Wyborcza)
  - Effie Awards 2007
  - Wydarzenie Kulturalne roku 2007 – słuchaczy Trójkowego Domu Kultury
  - Miazga 2007 (PULP)
  - I miejsce w kategorii Impreza w ramach konkursu na najlepszą promocję turystyki województwa pomorskiego w 2007
  - Najlepszy event roku (Press – Top Eventy 2007)
- 2008
  - Sztorm Sztormów (Gazeta Wyborcza)
  - Sztorm Roku (Gazeta Wyborcza)
  - Wydarzenie Kulturalne roku 2008 – słuchaczy Trójkowego Domu Kultury
  - Skrzydła Trójmiasta 2008 w kategorii Muzyczne Trójmiasto – nagroda przyznawana przez czytelników portalu trojmiasto.pl
  - BizTrendy 2008 w kategorii Eventy/miejsca
- 2009
  - Najlepszy Duży Festiwal (Best Major Festival) European Festival Awards
  - Najważniejsze muzyczne wydarzenie roku 2009 (ONET.PL)
  - Wydarzenie Kulturalne roku 2009 – słuchaczy Trójkowego Domu Kultury
  - Jeden z najlepszych 20 festiwali w Europie (The Times)
  - Nagrody OOH! AWARDS 2009 w kategorii: FIRMA ROKU – Eventy
  - BizTrendy 2009 w kategorii Eventy/miejsca
  - Festiwal roku (mmtrójmiasto.pl)
  - Najważniejsze działanie/zjawisko, które w minionym dwudziestoleciu budowało pozytywny wizerunek miast i regionów (plebiscyt 20latRP.PL – POCHWALMY SIĘ!)
  - Plebiscyt miesięcznika Elle na polski powód do dumy
- 2010
  - Green’n’Clean Award, która wyróżnia wyłącznie festiwale przyjazne środowisku. Ta inicjatywa obejmuje właściwą kontrolę nad transportem, produkcją, energią i zasilaniem, cateringiem i innymi ważnymi elementami życia festiwalowego.
  - Open’er Festival po raz drugi z rzędu zdobył nagrodę European Festival Awards w kategorii Najlepszy Duży Festiwal (Best Major Festival).
- 2011
  - Open’er Festival wybrany przez Fundację Kocham Polskę, znajdując się w gronie najważniejszych miejsc, postaci, wydarzeń i osiągnięć zebranych w albumie „Polskie Symbole”. – m.in. „Solidarności”, Mikołaja Kopernika, odsieczy wiedeńskiej czy Morza Bałtyckiego.
  - Poland Style + Design Awards PROJECT ALBUM w kategorii SHOW, EVENT & PRODUCTION.
- 2012
  - Nagroda NIPTEL za sztukę na Open’erze
  - Nominacja do Europe Festival Awards w kategorii Best Major Festival
- 2013
  - Nominacja do Europe Festival Awards w kategorii Best Major Festival
  - Superbrands 2013/2014 – lider kategorii „czas wolny”, Created in Poland Superbrands